# Ella Wishes You a Swinging Christmas
Ella Wishes You a Swinging Christmas (с англ. — «Элла желает вам Рождества в стиле свинг») — девятнадцатый студийный альбом американской джазовой певицы Эллы Фицджеральд, выпущенный на лейбле Verve Records в 1960 году под студийным номером Verve MG VS-64042. Пластинка полностью посвящена рождественской тематике, во время записи Фицджеральд аккомпанировал оркестр под управлением Фрэнка Деволя.
В 2000 году Verve перевыпустила запись в формате CD под студийным номером Verve 440 065 086-2, в новую версию вошли 6 дополнительных треков.

## Список композиций
| №                   | Название                                 | Текст песни         | Музыка              | Длительность |
| ------------------- | ---------------------------------------- | ------------------- | ------------------- | ------------ |
| 1.                  | «Jingle Bells»                           | Джеймс Пьерпон      | Джеймс Пьерпон      | 2:21         |
| 2.                  | «Santa Claus Is Coming to Town»          | Джон Фредерик Кутс  | Хейвен Гиллеспи     | 2:56         |
| 3.                  | «Have Yourself a Merry Little Christmas» | Хью Мартин          | Ральф Блэйн         | 2:56         |
| 4.                  | «What Are You Doing New Year’s Eve?»     | Фрэнк Лессер        | Фрэнк Лессер        | 3:32         |
| 5.                  | «Sleigh Ride»                            | Митчелл Пэриш       | Лерой Андерсон      | 2:56         |
| 6.                  | «The Christmas Song»                     | Мел Торме           | Роберт Уэллс        | 3:00         |
| Общая длительность: | Общая длительность:                      | Общая длительность: | Общая длительность: | 17:41        |

| №                   | Название                                 | Текст песни         | Музыка                   | Длительность |
| ------------------- | ---------------------------------------- | ------------------- | ------------------------ | ------------ |
| 7.                  | «Good Morning Blues»                     | Джимми Рашинг       | Каунт Бэйси, Эдди Дурхэм | 3:15         |
| 8.                  | «Let It Snow! Let It Snow! Let It Snow!» | Сэмми Кан           | Жюль Стайн               | 2:43         |
| 9.                  | «Winter Wonderland»                      | Ричард Б. Смит      | Феликс Бернард           | 2:16         |
| 10.                 | «Rudolph the Red-Nosed Reindeer»         | Джонни Маркс        | Джонни Маркс             | 2:51         |
| 11.                 | «Frosty the Snowman»                     | Стив Нельсон        | Уолтер Роллинз           | 2:12         |
| 12.                 | «White Christmas»                        | Ирвинг Берлин       | Ирвинг Берлин            | 3:02         |
| Общая длительность: | Общая длительность:                      | Общая длительность: | Общая длительность:      | 16:19        |

| №                   | Название                                                  | Текст песни         | Музыка              | Длительность |
| ------------------- | --------------------------------------------------------- | ------------------- | ------------------- | ------------ |
| 13.                 | «The Secret of Christmas»                                 | Сэмми Кан           | Джимми Ван Хейзен   | 2:45         |
| 14.                 | «We Three Kings of Orient Are/O Little Town of Bethleham» | Филипс Брукс        | Джон Генри Хопкинс  | 3:35         |
| 15.                 | «Christmas Island»                                        | Лайл Л. Морейн      | Лайл Л. Морейн      | 2:18         |
| 16.                 | «The Christmas Song» (Alternative take)                   |                     |                     | 3:41         |
| 17.                 | «White Christmas» (Alternative take)                      |                     |                     | 3:44         |
| 18.                 | «Frosty the Snowman» (Alternative take)                   |                     |                     | 2:11         |
| Общая длительность: | Общая длительность:                                       | Общая длительность: | Общая длительность: | 18:14        |

## Участники записи
- Элла Фицджеральд — вокал.
- Фрэнк Деволь — аранжировки, дирижирование.
- Расс Гарсия и его оркестр — трек 13.